# Living in a Ghost Town
Singles de The Rolling Stones
Just Your Fool
(2016) Scarlet
(2020)
Living in a Ghost Town est une chanson du groupe de rock anglais The Rolling Stones, publiée le 23 avril 2020 par Polydor Records. C'est le premier single des Rolling Stones en quatre ans et leur première composition originale depuis « Doom and Gloom » et « One More Shot » en 2012. La chanson a été enregistrée lors de sessions pour un prochain album studio sur lequel le groupe travaille depuis 2015, mais a fait l'objet d'une diffusion anticipée du fait de sa correspondance thématique et symbolique avec la pandémie de COVID-19 et les mesures de confinement que celle-ci a entraînées à l'échelle mondiale. 

## Composition et enregistrement
Depuis 2017, le groupe était en tournée ininterrompue, dans le cadre du No Filter Tour, mais a dû s'interrompre en raison de la pandémie de COVID-19. Les Rolling Stones se sont produits à distance lors du concert Together at Home organisé par Global Citizen le 18 avril 2020, afin de collecter des fonds pour les professionnels de la santé et l' Organisation mondiale de la santé pendant la crise. Le 23 avril, le groupe a publié en ligne « Living in a Ghost Town », sa première composition originale depuis 2012. Le morceau est issu de sessions d'enregistrement de 2019, et a été terminé à distance. Le groupe a accéléré la sortie de la chanson en raison de sa pertinence vis-à-vis des mesures de distanciation physique voire de confinement mises en place dans de nombreux pays du monde en tant que méthodes de contrôle de la propagation du virus. Jagger a déclaré avoir écrit les paroles en 10 minutes ; il aurait ensuite remanié certains passages pour faire référence à la pandémie en cours.  
Nidhi Gupta de GQ India a qualifié la chanson de « morceau blues-rock doux ». Plusieurs critiques ont remarqué une influence reggae : Will Hodgkinson de The Irish Times a qualifié la chanson de « procession lente avec une teinte de reggae » ; Alexis Petridis dans The Guardian a noté une « saveur reggae rétro » ; et Fraser Lewry de Louder Sound a décrit « une pièce détendue de rock mâtiné de reggae ».  

## Sortie et accueil critique
La sortie initiale s'est faite uniquement sous forme de téléchargement, accompagnée d'un videoclip montrant des images prises à travers le monde des rues vides de grandes villes. Le groupe a l'intention de reprendre le No Filter Tour une fois la pandémie apaisée ; la sortie du single était donc un moyen de satisfaire les fans ne pouvant pas les voir en live aux dates prévues, ainsi que de promouvoir leur futur album. La chanson est depuis disponible en single, aux formats CD, vinyle violet (en exclusivité sur la boutique en ligne du groupe) et vinyle orange (sur les autres points de vente).  
Alexis Petridis dans The Guardian, a attribué à la chanson une note de quatre étoiles sur cinq, la qualifiant de « meilleure nouvelle chanson [du groupe] depuis des années », en mettant particulièrement l'accent sur les paroles opportunes et l'influence reggae de la musique. Will Hodginkson dans The Irish Times, a mis la même note, estimant que le rythme et la tonalité du morceau retranscrivaient effectivement l'expérience du confinement. Craig Jenkins dans Vulture a déclaré que ce morceau arrivait « pile au bon moment », estimant que celui-ci « trouve le juste milieu entre la nostalgie mélancolique du baby-boomer et la reconnaissance tacite que les temps ont changé, et une fois de plus, nous nous tournons avec tendresse vers le passé au lieu de regarder avec excitation vers l'avenir ». Mark Beaumont dans le New Musical Express a écrit une critique négative, qualifiant le morceau de « commentaire précipité et bâclé sur la crise actuelle », fustigeant particulièrement les paroles, estimant que « Jagger n'a peut-être pas la capacité de parler du réel inconfort et de l'isolement de l'habitant britannique moyen des clapiers, ou de la peur et du désespoir des millions de gens qui tombent injustement à travers les trous béants des filets de sécurité en résille de Rishi Sunak ». John Pareles, dans sa liste des morceaux de musique marquants de la semaine publiée dans le New York Times, a recommandé cette chanson. Annonçant la sortie de Stereogum, Tom Breihan a brièvement commenté le morceau, le trouvant un peu sur-produit mais néanmoins plus pêchu que ce à quoi on pourrait s'attendre s'agissant d'une nouvelle chanson des Rolling Stones.  
Le 3 juillet, « Living in a Ghost Town » a atteint la première place du classement allemand des singles, après la sortie de la chanson sur vinyle dans plusieurs éditions spéciales différentes, faisant des Rolling Stones les artistes les plus anciens à atteindre le numéro un de ce classement, et les artistes avec l'écart le plus long entre deux singles classés numéro 1 en Allemagne (Jumpin' Jack Flash avait atteint le numéro un en 1968 soit 52 ans d'écart),

## Personnel
The Rolling Stones
- Mick Jagger - chant, guitare, harmonica, production
- Keith Richards - Guitare électrique, chœurs, production
- Ronnie Wood - Guitare solo, chœurs
- Charlie Watts - batterie

Musiciens supplémentaires
- Matt Clifford - claviers, cor d'harmonie, bugle, saxophone, Ingénieur du son[19]
- Darryl Jones - basse

## Production
- Krish Sharma - Ingénieur du son
- Cenzo Townshend - mixage
- Don Was - production[1]

## Classements
| Classement                                     | Meilleure position |
| ---------------------------------------------- | ------------------ |
| Autriche (Ö3 Austria Top 40)                   | 53                 |
| Belgique (Ultratop 50 Flandre)                 | 34                 |
| Belgique (Ultratip Wallonie)                   | 6                  |
| Canada (Canadian Hot 100)                      | 74                 |
| France (SNEP)                                  | 83                 |
| France (SNEP Ventes)                           | 1                  |
| Allemagne (Official German Charts)             | 1                  |
| Hongrie (Single Top 40)                        | 6                  |
| Italie (FIMI)                                  | 49                 |
| Pays-Bas (Single Top 100)                      | 71                 |
| Pologne (Polish Airplay Top 100)               | 49                 |
| Portugal (AFP)                                 | 37                 |
| Écosse (Official Charts Company)               | 2                  |
| Suisse (Schweizer Hitparade)                   | 17                 |
| Royaume-Uni (Official Charts Company)          | 61                 |
| USA Bubbling Under Hot 100 Singles (Billboard) | 6                  |
| USA Adult Alternative Songs (Billboard)        | 4                  |
| USA Hot Rock & Alternative Songs (Billboard)   | 3                  |

## Historique des versions
| Format                      | Date          | Label   |
| --------------------------- | ------------- | ------- |
| Téléchargement et streaming | 23 avril 2020 | Polydor |
| CD simple                   | 29 mai 2020   | Polydor |
| Vinyle 25cm                 | 26 juin 2020  | Polydor |

## Voir également
- « Ghost Town », single des Specials de 1981
- «  Murder Most Foul », chanson de Bob Dylan sortie en 2020